# Hertfordshire
Hertfordshire (IPA: /ˈhɑːrtfərdʃɪər/,  hallgat) megye Nagy-Britanniában, Anglia keleti részén. Megyeszékhelye Hertford. Délre Nagy-London, nyugatra Buckinghamshire, északra Bedfordshire, északkeletre Cambridgeshire, keletre Essex megyék veszik körül.

## Története
Hertfordshire eredetileg az Eduárd király által 913-ban alapított hertfordi erősség körüli terület volt. A Hertford név az angolszász heort ford szóból ered, ami szarvasok útját vagy vízfolyást jelent. Maga a Hertfordshire név 1011-ben jelenik meg először az Angolszász Krónikában. A szarvasokat azóta sokféleképpen ábrázolják a megyében.
Hertfordshireben már a középső kőkorszakban megjelentek az emberek. Mezőgazdasági művelésre az neolitikus periódusból vannak adatok, és állandó település nyomai kerültek elő a bronzkorszak elejéről. A vaskor idején különféle törzsek telepedtek le itt. A rómaiak 43-as hadjáratát követően a helyi lakosok, a catuvellaunik gyorsan magukévá tették a római életmódot, így több új város is alakult, köztük Verulamium, a mai St. Albans.
A rómaiak távozása után az angolszászok vették birtokukba a területet a korai 5. században. A 6. századra a mai megye nagy része már a keleti szász királyság része volt. Ez a királyság a 9. századra összeomlott, így a megye a nyugat-angliai Mercia uralma alá került, majd a 10. századra angol megyévé vált. A normann hódítás után Hertfordshireben több normann vár is felépült, például Bishop's Stortfordban, és egy királyi reidencia Berkhamstedben. A Domesday Bookban a megye 9 körzetre, úgynevezett hundredre oszlik, ezek Tring és Danais, Dacorum, Braughing, Broadwater, Cashio, Edwinstree, Hertford, Hitchin és Odsey.
Ahogy London nőtt, Hertfordhsire elég közel volt a fővároshoz ahhoz, hogy a nemesség nagy részét birtokba vegye. Ez a tulajdonlás segített abban, hogy a megye felvirágozzék, bár a legnagyobb fejlődés az ipari forradalom alatt következett be, amikor a megye lakosainak a száma drasztikusan nőni kezdett. 1903-ban Letchworth lett az első garden city, 1946-ban pedig Stevenage lett az első "új város".
1920-tól az 1980-as évek végéig Borehamwoodban működött az egyik legnagyobb brit filmstúdió-komplexum. Több ismert filmet is itt forgattak, például a Csillagok háborúja első három részét. Stanley Kubrick nem csak itt filmezett, de haláláig a környéken is élt. Napjainkban a Big Brother valóságshowt, vagy a Who wants to be a Millionaire? showt forgatják itt, de itt vették fel az EastEnders sorozatot is. A megyében több más filmstúdió is  van, a Harry Potter-sorozatot vagy a Golden Eye című James Bond-filmet a Leavesden Film Studiosban forgatták.
A 2000-es években több súlyos baleset is történt Hertforshire vasútvonalain: 4 ember halálát és 170 sebesülését okozta a 2000-ben történt hatfieldi vasúti szerencsétlenség, 2002-ben 7 ember halt meg a Potters Bar vasúti balesetben. 2005 decemberében egy üzemanyag tároló robbant fel.
Hertfordshire lesz a helyszíne 2012-ben a Nyári Olimpiai Játékokon a kenu és kajak szlalom-versenyeknek, amiket Waltham Crossban fognak megrendezni.

## Földrajz
Hertfordshire Nagy-Londontól közvetlenül északra helyezkedik el, a megye nagy része London vonzáskörzetébe tartozik. A megyétől keletre Essex, nyugatra Buckinghamshire, északra Beedfordshire és Cambridgeshire található.
A megye határait egy 1844-es törvényben határozták meg, ami megszüntette az exklávékat. A határokat újból módosították 1965-ben. A megye legmagasabb pontja 245 méteren található.

## Gazdaság
A sok települése ellenére a vidék főleg mezőgazdasági művelési terület. Valaha főként orvosi vízitorma termesztés folyt itt, főként Hemel Hempstead és Berkhamsted környékén. Homok- és kavicsbányák is előfordultak St. Albans környékén. A megye folyói kicsik, de elegendőek arra, hogy a papírgyártást be lehessen indítani Nash Millsnél.
Hertfordshire manapság nagy angol és nemzetközi vállalatok központjaként is ismert. A Tesco központja Welwyn Garden City-ben van, Hatfield valaha a légijármű építés egyik központja volt, itt építette a de Havilland cég az első kereskedelmi repülőgépet. A gyár helyén ma üzleti park és a Hertfordshire Egyetem egyik campusa van.